# Viktor Mössinger
Viktor Mössinger, häufig Moessinger,  (* 8. Oktober 1857; † 6. August 1915 in Frankfurt am Main) war ein deutscher Kaufmann, Unternehmer, Kunstsammler und Kommunalpolitiker, der als Mitglied des Magistrats der Stadt Frankfurt am Main lange Jahre großen Einfluss auf das öffentliche und kulturelle Leben der Stadt hatte.

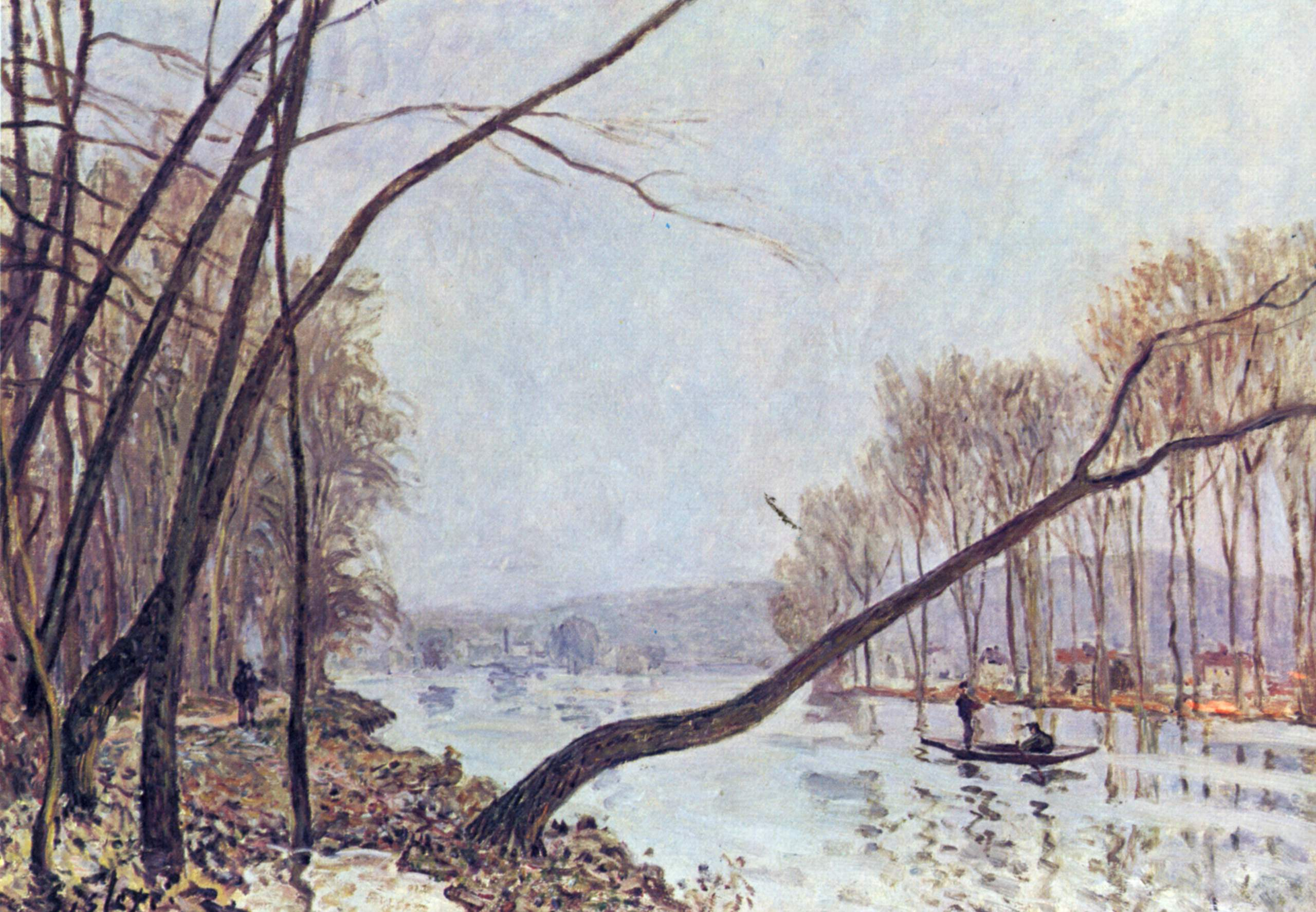
Sisley: Ufer der Seine im Herbst

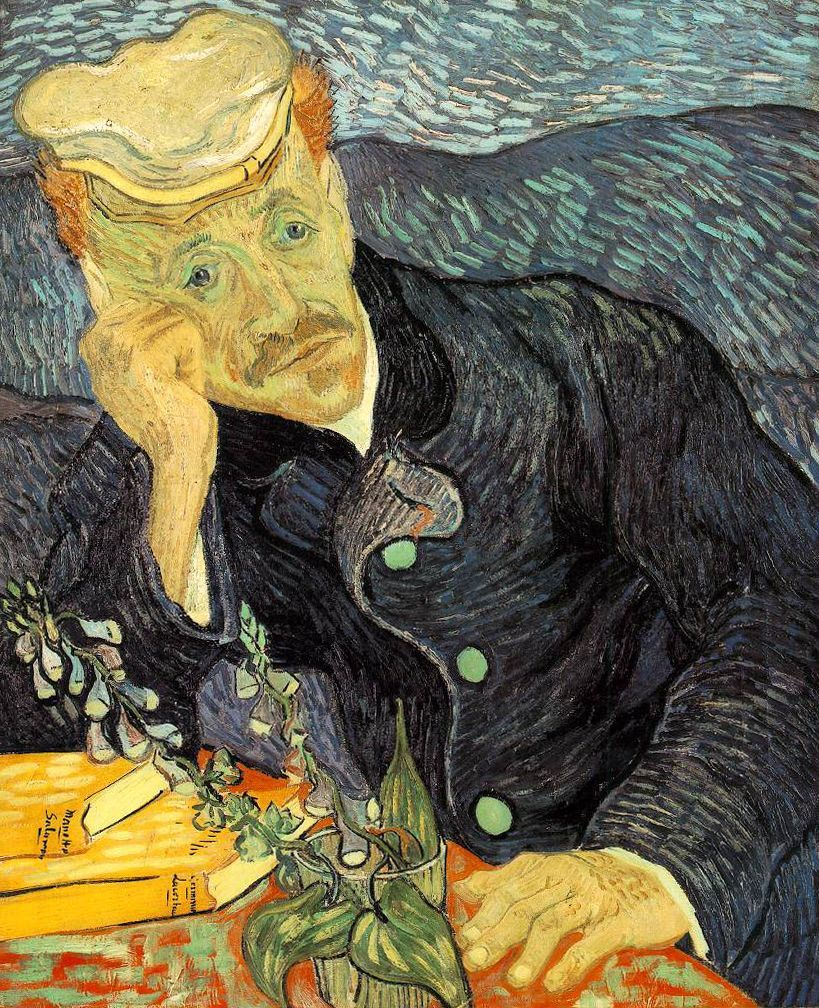
van Gogh: Bildnis des Dr. Gachet

Mössinger war ein kulturinteressierter und vermögender Kaufmann und Inhaber des Unternehmens Elnain & Comp., das mit großem Erfolg homöopathische Arzneimittel verkaufte. Er war im Vorstand des Städelschen Museums-Vereins, als Mitglied im Freien Deutschen Hochstift und im Frankfurter Kunstverein tätig. Als Kunstsammler erwarb er Werke von deutschen Malern wie Gustav Schönleber, Otto Scholderer, Hans Thoma und Wilhelm Trübner, ebenso wie von wichtigen französischen Impressionisten. Bereits 1891 schenkte Mössinger dem Städelschen Kunstinstitut das Gemälde des deutschen Impressionisten Fritz von Uhde Christus mit den Jüngern in Emmaus, dessen moderner Christus damals noch als „Landstraßenheiland“ verschrien war.
1899 übergab Mössinger dem Museum Alfred Sisleys Gemälde Seine-Ufer von 1879, das erste Bild eines französischen Impressionisten in der Sammlung des Städelschen Kunstinstituts. 1912 übernahm er mit 20.000 Francs für das Städel die Finanzierung des Gemäldes Porträt des Dr. Gachet von Vincent van Gogh. 1937 wurde es im Zuge der NS-Aktion „Entartete Kunst“ beschlagnahmt. 1990 erwarb der japanische Kaufmann Saito das Werk für 82,5 Millionen $, es galt lange Zeit als das teuerstes Gemälde der Welt.
Mössingers Tochter Marie (1889–1967) war mit Georg Swarzenski verheiratet, dem Direktor des Städels. Sie wurde 1927 von Max Beckmann auf dem Pastell Portrait Marie Swarzenski dargestellt. Das Städel konnte die Arbeit 2005 als Geschenk von Swarzenskis Sohn Wolfgang entgegennehmen.